# Seznam dílů seriálu Lovci netvorů
Toto je seznam dílů seriálu Lovci netvorů. Americký komediálně-dramatický seriál Lovci netvorů byl premiérově vysílán v letech 2001–2002 na stanici UPN, celkem vzniklo ve dvou řadách 19 dílů.

## Přehled řad
| Řada | Díly | Premiéra v USA | Premiéra v USA  | Premiéra v ČR    | Premiéra v ČR   |
| Řada | Díly | První díl      | Poslední díl    | První díl        | Poslední díl    |
| ---- | ---- | -------------- | --------------- | ---------------- | --------------- |
| 1    | 6    | 11. dubna 2001 | 16. května 2001 | 5. prosince 2004 | 11. ledna 2005  |
| 2    | 13   | 3. října 2001  | 13. února 2002  | 11. ledna 2005   | 22. března 2005 |

## Seznam dílů
Česká premiéra seriálu byla vysílána po půlnoci, v seznamu je datum české premiéry uvedeno podle televizního dne, tj. hodiny 00.00–06.00 se počítají k předchozímu kalendářnímu dni.

### První řada (2001)
| Č. v seriálu | Č. v řadě | Původní název | Český název | Režie          | Scénář                    | Premiéra v USA  | Premiéra v ČR     |
| ------------ | --------- | ------------- | ----------- | -------------- | ------------------------- | --------------- | ----------------- |
| 1            | 1         | The Brothers  | Bráchové    | John Kretchmer | Evan Katz                 | 11. dubna 2001  | 5. prosince 2004  |
| 2            | 2         | The Pack      | Smečka      | Oscar Costo    | James Krieg               | 18. dubna 2001  | 19. prosince 2004 |
| 3            | 3         | The Wraps     | Mumie       | Terry Windell  | Joel Surnow               | 25. dubna 2001  | 12. prosince 2004 |
| 4            | 4         | The Web       | Pavučina    | John Kretchmer | Sara Israel               | 2. května 2001  | 4. ledna 2005     |
| 5            | 5         | The Waste     | Odpad       | Oscar Costo    | Joel Surnow               | 9. května 2001  | 4. ledna 2005     |
| 6            | 6         | The Depths    | Vodník      | John Kretchmer | James Krieg a Joel Surnow | 16. května 2001 | 11. ledna 2005    |

### Druhá řada (2001–2002)
| Č. v seriálu | Č. v řadě | Původní název | Český název    | Režie             | Scénář                        | Premiéra v USA     | Premiéra v ČR   |
| ------------ | --------- | ------------- | -------------- | ----------------- | ----------------------------- | ------------------ | --------------- |
| 7            | 1         | The Grain     | Parazit        | David Straiton    | Jack Bernstein                | 3. října 2001      | 18. ledna 2005  |
| 8            | 2         | The Skin      | Chameleon      | Oscar Costo       | William Schmidt               | 10. října 2001     | 18. ledna 2005  |
| 9            | 3         | The Years     | Ztracená léta  | John Kretchmer    | Evan Katz                     | 17. října 2001     | 11. ledna 2005  |
| 10           | 4         | The Invisible | Neviditelný    | John Kretchmer    | Scott Nimerfro                | 24. října 2001     | 25. ledna 2005  |
| 11           | 5         | The Eve       | Halloween      | Oscar Costo       | Josh Lobis a Darin Moiselle   | 31. října 2001     | 25. ledna 2005  |
| 12           | 6         | The Rocks     | Kameňák        | James Ward Byrkit | Martin Weiss                  | 7. listopadu 2001  | 1. února 2005   |
| 13           | 7         | The Drag      | Drak           | John Kretchmer    | Harry Victor a Dan E. Fesman  | 14. listopadu 2001 | 8. února 2005   |
| 14           | 8         | The Beast     | Kráska a zvíře | Paul Abascal      | Paul Bernbaum                 | 21. listopadu 2001 | 15. února 2005  |
| 15           | 9         | The Wall      | Zeď            | David Straiton    | Jack Bernstein                | 28. listopadu 2001 | 22. února 2005  |
| 16           | 10        | The Straw     | Strašák        | Rod Hardy         | Martin Weiss a Scott Nimerfro | 16. ledna 2002     | 1. března 2005  |
| 17           | 11        | The Love      | Amor           | Oscar Costo       | Paul Bernbaum                 | 30. ledna 2002     | 15. března 2005 |
| 18           | 12        | The Piper     | Krysař         | John Kretchmer    | Dan E. Fesman a Harry Victor  | 6. února 2002      | 8. března 2005  |
| 19           | 13        | The Wish      | Přání          | Michael Lange     | Jeff Braunstein               | 13. února 2002     | 22. března 2005 |